# Делле, Павел Петрович
Павел Петрович Делле (псевдоним Ланге, "Длинный"; 1900, Хабаровск — после 1990) — сотрудник германской военной разведки, зондерфюрер.

## Биография
Латыш. Из семьи инженера, статского советника, управляющего лесными делами Приамурского края. По специальности  Павел Петрович был архитектором. Политические убеждения — монархист, православного вероисповедания.
В начале 1920-х гг. по репатриации переехал в Латвию.
До 1939 г. проживал в Таллине, затем переехал в Ригу. Ему удалось скрыться от июньской депортации 1941 года, хотя с 1940 года он значился в розыскных списках НКВД как антисоветски настроенный элемент.
После оккупации Латвии добровольно поступил на службу в германские карательные подразделения. Принимал личное участие в расстреле мирных граждан в Риге, затем возглавлял зондеркоманду в Красногвардейске (Гатчина), откуда перешёл в отдел 1-А Руссланд-Митте (с марта 1943 г. Цеппелин-Норд). Исполнял обязанности инструктора по стрельбе и переводчика. Был одним из коллаборационистов, которому удавалось вести двойную игру, поддерживая связи с НТС и белогвардейским подпольем. Он снабжал своих единомышленников фальшивыми документами и оружием.
В 1943-44 годах участвовал в подготовке диверсантов для заброски в тыл Красной армии, в том числе групп Таврина-Шило и Рутченко.
В мае 1945 г. находился в Чехословакии, откуда перебрался в американскую зону оккупации.
С середины 1945 г. работал в отделе безопасности КОНР, затем служил в разведшколе в Мариенбаде (недалеко от курорта Карловы Вары). Позже переехал в г. Мангейм (английская зона оккупации Германии до 1948 года), заведовал мастерской бытового обслуживания перемещенных лиц.
В январе-феврале 1948 г. вместе с семьей выехал в США.

## Покушение на Сталина
Лично руководил подготовкой П. Шило к покушению на Сталина, для чего были изготовлены поддельные документы на имя майора СМЕРШ П. И. Таврина, снабдила его орденом Ленина и медалью «Золотая Звезда» Героя Советского Союза, двумя орденами Красного Знамени, орденами Александра Невского и Красной Звезды, двумя медалями «За отвагу», поддельными орденскими книжками и вырезками из советских газет с сообщением о присвоении ему звания Героя, а также орденами и медалями.

## Связи с НТС ибелымподпольем
В 1942 году под началом Делле служили Б.Ф.Глазунов, работавший в Гатчинской комендатуре переводчиком и делопроизводителем, и сын водочного фабриканта Сергей Смирнов, через которых Делле сблизился с русским Народно-Трудовым союзом. В июле 1942 года в Гатчине состоялась тайная встреча приверженцев НТС, на которой было решено бороться как против Сталина и большевиков, так и против Гитлера и нацистов. Поздней осенью эта группа связалась с единомышленниками из Риги, после чего было принято решение о формальном слиянии ячейки с НТС, была установлена связь с ячейками во Пскове и Гдове. В конце года члены гатчинской ячейки были арестованы гестапо по доносу её члена, бывшего студента Института им. Лесгафта Вадима Добочевского, который заподозрил товарищей в связях с советской разведкой. В ходе очных ставок и допросов доносчик покончил с собой, выбросившись с четвёртого этажа. При заступничестве Делле и родственника фельдмаршала фон Клейста, служившего при штабе 18-й армии вермахта, участникам нелегальной организации НТС удалось скрыть истинные цели своей организации и получить освобождение в феврале 1943 года.